# 루돌프 폰 라반
루돌프 폰 라반(Rudolf von Laban, 헝가리어: Rezső Lábán de Váraljas, Lábán Rezső, Lábán Rudolf, 1879년 12월 15일 ~ 1958년 7월 1일)은 헝가리의 무용가이자 무용이론가이다. 그의 이름을 딴 무보 양식인 '라바노테이션(Labanotation)'을 창안한 것으로 유명하다. 그의 이론은 저서 『무용가의 세계』(1920)와 『체조와 무용』(1925), 『안무(按舞)』(1925) 등을 통해 유럽 현대무용에 큰 영향을 주었다. 독일 표현주의 무용의 아버지라 불린다.

## 라반의 무용이론
라반은 기존 무용의 미의식(美意識)을 완전히 개혁했다. 종래의 관점에서 보기에 추악한 것이나 기괴한 것까지도 무용 표현의 중요한 테마로 삼았다. 또한 몸짓 이론이나 공간론, 감정과 이성(理性)의 문제, 무용적 감수성에 이르기까지 상세하고 치밀한 이론체계를 제시하고, 무용의 인식론까지도 다룬 무용철학자이기도 했다. 그는 또 긴장의 에너지와 함께 육체의 이완(弛緩)에 의한 무용 표현도 제창했다.
라반의 무용 코러스 이론은 이런 관점을 잘 보여 준다. 그가 말하는 무용 코러스는 지휘자가 있는 하나 또는 복수의 집단이다. 제전(祭典)이나 극장에서 무용을 감상할 때 맛보는 기쁨을 현대무용의 코러스로 옮겨옴으로서 육체 문화에 건전하고 올바른 길이라고 본다. 이리하여 무용 코러스는 일반 시민이나 노동자에게 축제의 기쁨을 주는 사회적 대중성에 입각한 가장 훌륭한 무용예술이라고 라반은 생각했다.

## 라바노테이션

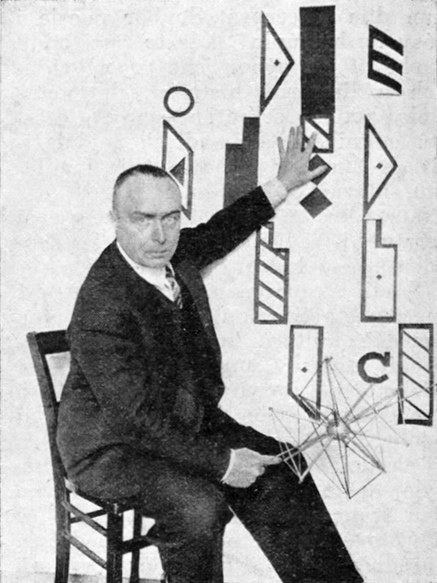
라바노테이션 기호를 설명하는 라반

라반은 라바노테이션이라는 이름의 무보(舞普)를 창안하였으며 이는 그의 중요한 업적이다.

## 그 외 업적
라반은 이코자에다라는 운동기구도 창안했다. 이는 무용가가 그 속에 들어가서 방향과 선의 정확성을 얻기 위해 연습하는 다각체 바구니 모양의 기구이다.

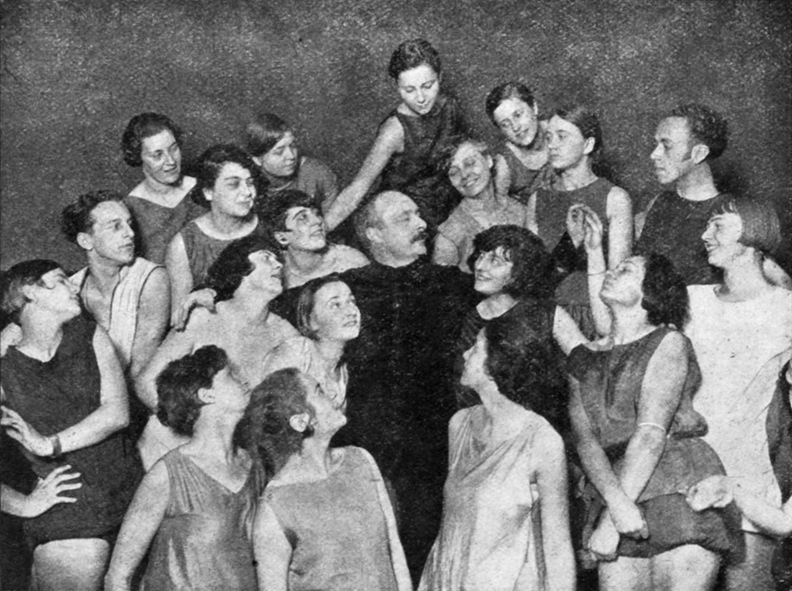
라반과 그의 제자들

그는 또한 1910년 뮌헨에, 1929년 에센에서 학교를 설립하여 후진에게 무용이론과 무용창작법을 지도했다.